# Kuźnica Grodziska
Kuźnica Grodziska – wieś w Polsce położona w województwie śląskim, w powiecie częstochowskim, w gminie Koniecpol.
W latach 1954–1969 wieś należała i była siedzibą władz gromady Kuźnica Grodziska, po przeniesieniu siedziby i nazwy gromady, w gromadzie Oblasy. W latach 1975–1998 miejscowość administracyjnie należała do województwa częstochowskiego.